# Портленд (Пенсільванія)
Портленд (англ. Portland) — місто (англ. borough) в США, в окрузі Нортгемптон штату Пенсільванія. Населення — 494 особи (2020).

## Географія
Портленд розташований за координатами 40°55′18″ пн. ш. 75°5′51″ зх. д. / 40.92167° пн. ш. 75.09750° зх. д. (40.921750, -75.097452).  За даними Бюро перепису населення США в 2010 році місто мало площу 1,46 км², з яких 1,27 км² — суходіл та 0,19 км² — водойми.

## Демографія
Згідно з переписом 2010 року, у селищі мешкало 519 осіб у 223 домогосподарствах у складі 138 родин. Густота населення становила 355 осіб/км².  Було 244 помешкання (167/км²).
Расовий склад населення:
| - 92,3 % — білих - 3,5 % — чорних або афроамериканців - 0,8 % — корінних американців - 0,8 % — азіатів - 1,9 % — осіб інших рас |

До двох чи більше рас належало 0,8 %. Частка іспаномовних становила 3,3 % від усіх жителів.
За віковим діапазоном населення розподілялося таким чином: 20,2 % — особи молодші 18 років, 65,5 % — особи у віці 18—64 років, 14,3 % — особи у віці 65 років та старші. Медіана віку мешканця становила 44,6 року. На 100 осіб жіночої статі у селищі припадало 101,2 чоловіків;  на 100 жінок у віці від 18 років та старших — 96,2 чоловіків також старших 18 років.
Середній дохід на одне домашнє господарство  становив 65 600 доларів США (медіана — 46 250), а середній дохід на одну сім'ю — 78 817 доларів (медіана — 54 219). За межею бідності перебувало 21,6 % осіб, у тому числі 51,5 % дітей у віці до 18 років та 10,1 % осіб у віці 65 років та старших.
Цивільне працевлаштоване населення становило 161 особа. Основні галузі зайнятості: освіта, охорона здоров'я та соціальна допомога — 26,7 %, науковці, спеціалісти, менеджери — 19,9 %, мистецтво, розваги та відпочинок — 12,4 %, транспорт — 8,7 %.